# 杭盖街道
杭盖街道，是中华人民共和国内蒙古自治区锡林郭勒盟锡林浩特市下辖的一个乡镇级行政单位。

## 行政区划
杭盖街道下辖以下地区：
东风社区、青格勒社区、巴达日呼社区、查干淖尔社区、德尔斯图社区、东胜社区、呼格吉勒社区、长安社区、欣康社区、柴达木社区、富康社区和吉尔嘎朗图社区。